# Falk Simon
Falk Simon, född 28 maj 1874 i Västervik, död 15 september 1957 i Göteborgs Vasa församling, Göteborg, var en svensk bankir, konstsamlare och mecenat.

## Biografi
Falk Simon föddes i Västervik som son till Abraham Simon och Anna Akomjanski. Han gifte sig år 1899 med Paula Salomon. De hade barnen Maggie (född 1901), gift med disponent Folke Ellioth, Dagny (född 1904), gift med advokat Gerhard Muhl, samt Greta (född 1907), gift med konstnären Stig Munthe-Sandberg.
Han genomgick Göthildaskolan i Göteborg. Han var delägare i firma Peder Melin Co. 1891–1916 och var verkställande direktör för AB Industribanken 1917–1918.
Efter att ha bedrivit affärsverksamhet i Göteborg bildade han år 1919 bankirfirman Falk Simon. Han inledde tidigt en samlarverksamhet, som med åren blev alltmer omfattande. Samlingen omfattade konst och konsthantverk, framför allt silver från olika länder och tider. Stora delar  av silversamlingarna donerade han till museer, framför allt Röhsska konstslöjdmuseet i Göteborg och Kulturhistoriska museet i Lund.